# Fontána Bellagio

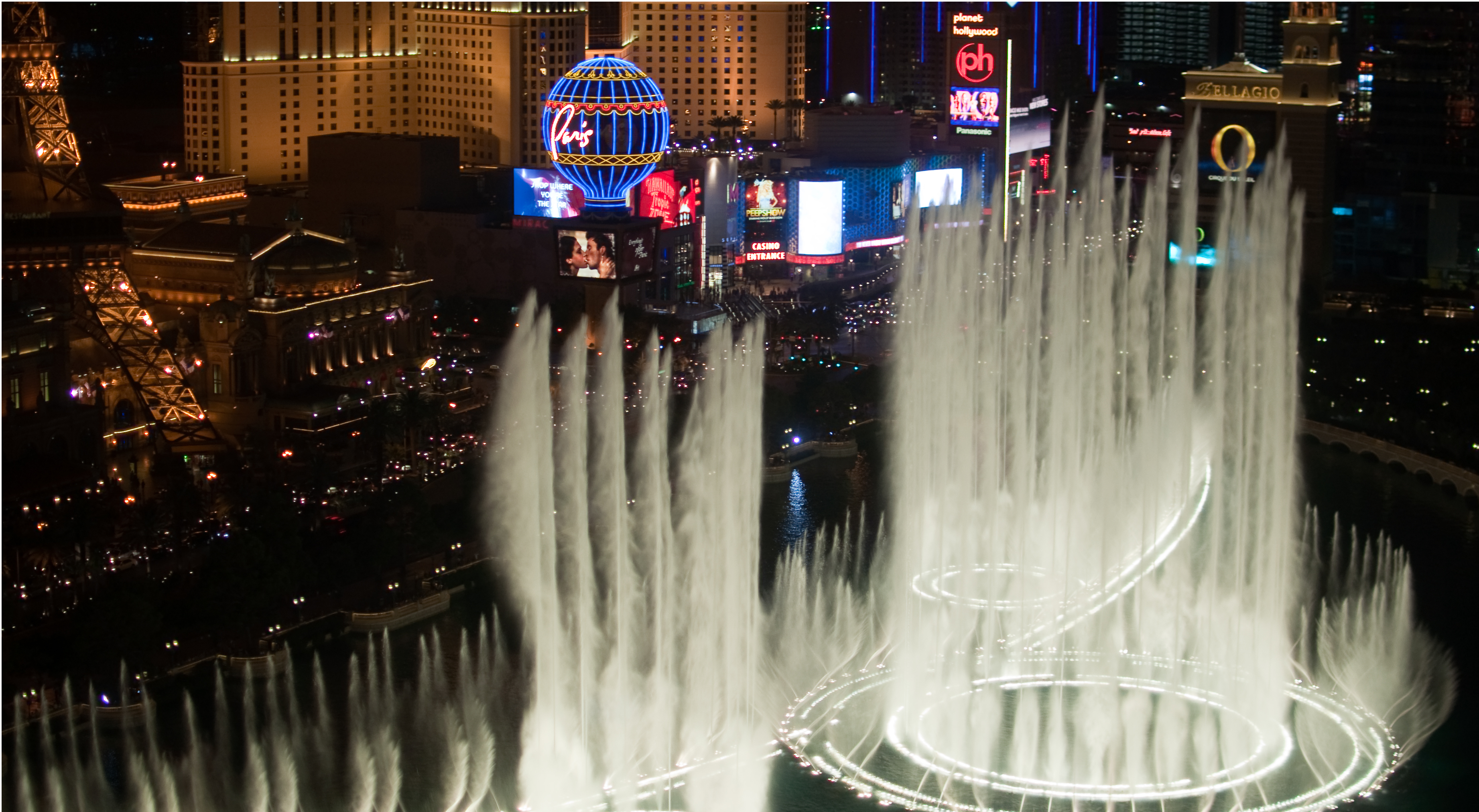
Fontána Bellagio

Fontána Bellagio je jedním z hlavních symbolů a turistických atrakcí amerického města Las Vegas. Nachází se na hlavním bulváru Strip, před hotelem Bellagio, který jí dal jméno. Otevřena byla v říjnu roku 1998. Stavba fontány stála v přepočtu 1 miliardu korun. Soustavu fontán tvoří 1200 trysek, více než 4500 tisíce světel a 213 reproduktorů. Nejvýkonnější trysky střílí vodu až do výšky 140 metrů. Fontána je zakomponována do uměle vytvořeného jezera s rozlohou 32 000 metrů čtverečních a hloubkou čtyř metrů. Výstřiky doprovází hudební doprovod. Vodní show se koná několikrát denně a pro návštěvníky je zdarma. Poslední je vždy o půlnoci a doprovází ho americká hymna. Návštěvníci do jezera házejí mince pro štěstí, každý rok správa fontány takto vytěží 25 000 dolarů, které dává na dobročinné účely. Fontána byla dlouho největší na světě, než jí v roce 2010 prvenství uzmula fontána v Dubaji.